# Бажанов Василь Михайлович
Бажанов Василь Михайлович (31 березня 1889 — 1939) — радянський господарський діяч, гірничий інженер, один з перших організаторів радянської вугільної промисловості. голова ПОРНГ. Жертва сталінського терору.
Вніс великий внесок в організацію шахтного будівництва в підмосковному і Карагандинському басейнах, а також у розвиток відкритих гірничих робіт в Челябінському і Кузнецькому басейнах. Брав активну участь у створенні радянського гірничого машинобудування, в розробці 1-го і 2-го п'ятирічних планів розвитку вугільної промисловості СРСР.

## Життєпис
Народився 31 березня 1889 в Чистополь (Казанська губернія). Гірничий інженер. Більшовик з 1910 року.
Закінчив Гірський інститут в Петербурзі. Ще будучи студентом, взяв активну участь у діяльності соціал-демократичних гуртків, організовував студентські мітинги, в 1912—1914 рр. входив до Об'єднаного комітету соціал-демократичної фракції навчальних закладів Петербурга.
З 1917 р працював за фахом у Макіївці, де став одним з лідерів місцевих більшовиків. Делегат II Всеросійського з'їзду Рад. У січні 1918 р став одним із засновників і керівником ПОРНГ Донецько-Криворізької республіки.
У 1918—1922 рр. — Заступник голови Главугля ВРНГ, одночасно керував вугільною галуззю Донбасу, в 1922—1924 рр. — Начальник «Кузбасстреста», з 1925 р — член Президії Держплану РРФСР. З 1927-го по 1937 рік був головним редактором журналу «Вугілля», опублікував масу теоретичних робіт про вугільну промисловість, спогади про революцію. Сталін не раз запрошував Бажанова для консультацій. У 1937 р призначений головним інженером «Донбассугля», в той же рік заарештований і в 1939 році розстріляний. Реабілітований і відновлений у партії в 1956 р

## Роботи
Автор численних статей в економічних газетах і журналах, а також ряду робіт по кам'яновугільної промисловості
- Каменноугольная промышленность. М., 1920
- Каменноугольная промышленность СССР. М., 1925
- Положение и перспективы каменноугольной промышленности Сибири. М., 1925

## Пам'ять
Іменем Бажанова названа Шахта імені В. М. Бажанова у місті Макіївка.